# Bewertungsgesetz
Das Bewertungsgesetz regelt in Deutschland die steuerliche Bewertung von Vermögensgegenständen. Es gilt für alle Abgaben und Steuern, die durch Bundesgesetz geregelt sind. Jedoch wird auch im Landes- und Kommunalabgabenrecht auf das Bewertungsgesetz verwiesen.

## Allgemeines

### Geltungsreihenfolge
Bei der Bewertung von Vermögensgegenständen sind die Bewertungsregeln der Einzelsteuergesetze, z. B. § 6 EStG, vorrangig heranzuziehen. Gibt es solche nicht, so greifen die besonderen Bewertungsvorschriften §§ 17 bis § 150 BewG. Greifen auch diese nicht, so gelten die Allgemeinen Bewertungsvorschriften der §§§ 2 bis § 16 BewG.

### Bewertungsmaßstäbe
Das Gesetz sieht folgende Bewertungsmaßstäbe vor:
- Der gemeine Wert (§ 9 BewG) ist der Verkaufspreis, der im gewöhnlichen Geschäftsverkehr zu erzielen wäre.
- Der Teilwert (§ 10 BewG) ist der Betrag, den ein Käufer eines ganzen Betriebs im Rahmen des Gesamtkaufpreises für das einzelne Wirtschaftsgut ansetzen würde.
- Der Steuerbilanzwert (§ 109 BewG) ist der Wert, der bei Steuerpflichtigen, die ihren Gewinn nach § 4 Abs. 1 oder § 5 EStG ermitteln, zum Tragen kommt.
- Der Ertragswert (§ 36 BewG) findet bei der Bewertung des land- und forstwirtschaftlichen Vermögens Anwendung. Er entspricht dem 18-fachen des Reinertrags, den ein solcher Betrieb bei ordnungsgemäßer und schuldenfreier Bewirtschaftung mit entlohnten Arbeitskräften nachhaltig erzielen kann.

## Abgeleitete Bewertungsmaßstäbe
Eine Reihe von Vermögenswerten sind aufgrund bekannter Größen zu ermitteln:
- Der Kurswert (§ 11 Abs. 1 BewG) ist für an der Börse gehandelte Teilhaberpapiere und Aktien anzusetzen. Diese Papiere sind mit dem niedrigsten am maßgeblichen Stichtag notierten Kurs anzusetzen.
- Der Nennwert (§ 12 Abs. 1 BewG) ist für Kapitalforderungen (z. B. Darlehen, Steuererstattungsansprüche, Sparbriefe, Einlagen typisch stiller Gesellschafter) zur Bewertung heranzuziehen. Uneinbringliche Forderungen sind nicht zu berücksichtigen, zweifelhafte Forderungen mit dem wahrscheinlichen Wert anzusetzen.
- Anteilsscheine an Kapitalanlagegesellschaften sind mit dem Rücknahmepreis zu bewerten (§ 11 Abs. 4 BewG)
- Noch nicht fällige Ansprüche aus Lebens-, Kapital- oder Rentenversicherungen werden mit zwei Dritteln der eingezahlten Prämien angesetzt. Weist der Steuerpflichtige den Rückkaufswert nach, gilt dieser (§ 12 Abs. 4 BewG).
- Wiederkehrende Nutzungen und Leistungen, z. B. Renten, freiwillige Unterhaltsleistungen, Erbbauzinsen sind mit dem Kapitalwert zu bewerten (§ 13 Abs. 1 BewG).

## Vermögensarten

### Grundvermögen
- Bewertung von land- und forstwirtschaftlichem Vermögen §§ 33 bis § 67 BewG
- Grundstücksbewertung §§ 68 bis § 94 BewG, speziell
  - unbebaute Grundstücke § 72 BewG (ohne benutzbares Gebäude)
  - baureife Grundstücke § 73 BewG
  - bebaute Grundstücke §§ 74 bis § 90 BewG (mit benutzbarem Gebäude)

### Betriebsvermögen
Die Bewertung von Betriebsvermögen für Zwecke der Erbschaftsteuer wurde zum 1. Januar 2009 grundlegend reformiert und ist in den §§ 199 bis 203 BewG geregelt. Grundsätzlich wird das vereinfachte Ertragswertverfahren angewandt, allerdings darf der Substanzwert nicht unterschritten werden.

## Einheitswerte
Im Bewertungsgesetz geregelt ist auch die Feststellung von Einheitswerten § 19 Abs. 1 BewG
Einheitswerte werden festgestellt für:
- Betriebe der Land- und Forstwirtschaft (einzelner Betrieb)
- Grundstücke (einzelnes Grundstück)
- Betriebsgrundstücke (einzelnes Betriebsgrundstück)

## Feststellungsarten
Das Bewertungsgesetz kennt folgende Feststellungsarten:
- Die Hauptfeststellung (§ 21 BewG) soll bei Grundbesitz alle sechs Jahre erfolgen. Allerdings war der letzte tatsächliche Hauptfeststellungszeitpunkt der 1. Januar 1964. Ihr werden die Verhältnisse zu Beginn eines Kalenderjahres zugrunde gelegt.
- Fortschreibungen (§ 22 BewG): Wertfortschreibungen erfolgen, wenn eine Wertgrenze überschritten oder erreicht wird.
- Artfortschreibung (§ 19 Abs. 3 BewG): Änderung in der Art des Bewertungsgegenstandes (Vermögensart und/oder Grundstücksart).
- Zurechnungsfortschreibung (§ 19 Abs. 3 Nr. 2 BewG): Bewertungsgegenstand wird anderem Steuerpflichtigen zugerechnet. Der Fortschreibungszeitpunkt ist der Beginn des Kalenderjahres.
- Nachfeststellung (§ 23 BewG): Entsteht nach dem Hauptfeststellungszeitpunkt eine wirtschaftliche Einheit neu oder wird eine solche erstmals zu einer Steuer herangezogen, findet eine Nachfeststellung statt.
- Aufhebung des Einheitswerts (§ 24 BewG): Der Einheitswert wird aufgehoben, wenn die wirtschaftliche Einheit wegfällt (Bsp.: Zwei aneinandergrenzende Grundstücke (A + B) werden zusammengelegt und mit einem Wohnhaus bebaut. Beim Grundstück A wird eine Wert- und Artfortschreibung durchgeführt. Der Einheitswert des Grundstücks B wird aufgehoben.).
- Feststellung von Grundbesitzwerten (§ 138 BewG): Sofern Bedarf besteht, wird ausschließlich für Zwecke der Grunderwerbsteuer ein Grundbesitzwert festgestellt.
- Feststellung von Grundbesitzwerten, von Anteilswerten und von Betriebsvermögen (§ 151 und § 157 BewG): Ausschließlich für Zwecke der Erbschaftsteuer (und der Schenkungsteuer als Bestandteil des Erbschaftsteuergesetzes) wird bei Bedarf für die jeweiligen Vermögensgegenstände ein Wert festgestellt.
- Feststellung des Werts von anderen Vermögensgegenständen und Schulden (§ 151 BewG): Ausschließlich für Zwecke der Erbschaftsteuer (und der Schenkungsteuer als Bestandteil des Erbschaftsteuergesetzes) wird bei Bedarf der Wert der Wirtschaftsgüter, die mehreren Personen zustehen und die nicht Grundbesitz, Betriebsvermögen oder Anteile an Kapitalgesellschaften darstellen, sowie der Wert der Schulden gesondert festgestellt.